# Segunda División Profesional de Chile 2023
La Segunda División Profesional de Chile 2023 fue 13.º edición de la tercera categoría del fútbol chileno. El campeonato lo organiza la Asociación Nacional de Fútbol Profesional.
Las novedades para esta temporada serán Deportes Melipilla y Fernández Vial, equipos que descendieron desde la Primera B 2022 y que volvieron tras seis y dos temporadas de ausencia, respectivamente. A ellos se suma Deportes Linares, campeón de la Tercera División A 2022, que vuelve nuevamente a la categoría, luego de 2 años de ausencia (su última temporada en la categoría, fue en la temporada 2020) y Provincial Osorno, que vuelve también a la categoría, después de 5 años de ausencia (su última temporada en la categoría, fue en la temporada 2017). Además, se sumará también Deportes Rengo, ganador del repechaje ante Deportes Colina y que será debutante en la categoría y también, en el profesionalismo. Por primera vez en su historia, la categoría se aumentará a 14 equipos.

## Sistema
La Fase Regular constará de 26 fechas, dividiéndose en 2 ruedas de 13 jornadas cada una. Al término de la fase regular, el equipo que resulte en el primer lugar se coronará campeón del torneo y ascenderá a la Primera B, mientras que los 2 últimos equipos descenderán a la Tercera División A.

### Reglamento
En este torneo, se observará el sistema de puntos, de acuerdo a la reglamentación de la Internacional F.A. Board, asignándose tres puntos, al equipo que resulte ganador; un punto, a cada uno en caso de empate; y cero punto al perdedor.
El orden de clasificación de los equipos, se determinará en una tabla de cómputo general, de la siguiente manera:
- A) Mayor cantidad de puntos obtenidos; en caso de igualdad;
- B) Mayor diferencia entre los goles marcados y recibidos; en caso de igualdad;
- C) Mayor cantidad de partidos ganados; en caso de igualdad;
- D) Mayor cantidad de goles convertidos; en caso de igualdad;
- E) Mayor cantidad de goles de visita marcados; en caso de igualdad;
- F) Menor cantidad de tarjetas rojas recibidas; en caso de igualdad;
- G) Menor cantidad de tarjetas amarillas recibidas; en caso de igualdad;
- H) Sorteo.

En cuanto al campeón del torneo 2023 y a los descendidos a la Tercera División A 2024, se definirá de acuerdo al siguiente sistema:
- A) Mayor cantidad de puntos obtenidos; en caso de igualdad;
- B) Partido de desempate en cancha neutral.

## Árbitros
Esta es la lista de árbitros del torneo de Segunda División Profesional 2023. Los árbitros de la Primera División, así como los de la Primera B, podrán arbitrar en la parte final de este torneo siempre y cuando no sean designados para arbitrar en una fecha del campeonato de la categoría mencionada. Asimismo, los árbitros de esta lista podrán dirigir en las dos categorías más altas si la ANFP así lo estima conveniente.
| Árbitros          | Edad    | Categoría |
| ----------------- | ------- | --------- |
| Joaquín Arrué     | 32 años |           |
| Matías Assadi     | 26 años |           |
| Óscar Ávila       | 31 años |           |
| Hernán Banda      | 34 años |           |
| Emilio Bastías    | 32 años |           |
| Carlos Carvajal   | 35 años |           |
| Juan Comas        | 35 años |           |
| Francisco Gaggero | 33 años |           |
| Felipe González   | 32 años |           |
| Luis Hernández    | 34 años |           |
| Omar Oporto       | 42 años |           |
| Diego Paredes     | 32 años |           |
| Bastián Pavez     | 31 años |           |
| Fabián Pizarro    | 34 años |           |
| Fabián Reyes      | 32 años |           |
| Mario Salvo       |         |           |
| Francisco Soriano | 32 años |           |
| Fabián Tapia      | 32 años |           |
| Matías Valenzuela | 30 años |           |
| Diego Yáñez       | 28 años |           |

## Relevos
| Pos | a Primera B         |
| --- | ------------------- |
| 1.° | San Marcos de Arica |

| Pos  | a Segunda División |
| ---- | ------------------ |
| 17.º | Fernández Vial     |
| 17.º | Deportes Melipilla |

| Pos   | a Segunda División |
| ----- | ------------------ |
| 1.°   | Deportes Linares   |
| 2.°   | Provincial Osorno  |
| Prom. | Deportes Rengo     |

| Pos  | a Tercera División A       |
| ---- | -------------------------- |
| 11.º | Rodelindo Román            |
| 12.º | Independiente de Cauquenes |

## Localización
| Equipo              | Región        | Ciudad                     |
| ------------------- | ------------- | -------------------------- |
| Deportes Limache    | Valparaíso    | Limache                    |
| San Antonio Unido   | Valparaíso    | San Antonio                |
| Trasandino          | Valparaíso    | Los Andes                  |
| Deportes Melipilla  | Metropolitana | Melipilla                  |
| Lautaro de Buin     | Metropolitana | Buin                       |
| Real San Joaquín    | Metropolitana | San Joaquín                |
| Deportes Rengo      | O'Higgins     | Rengo                      |
| General Velásquez   | O'Higgins     | San Vicente de Tagua Tagua |
| Deportes Linares    | Maule         | Linares                    |
| Deportes Concepción | Biobío        | Concepción                 |
| Fernández Vial      | Biobío        | Concepción                 |
| Iberia              | Biobío        | Los Ángeles                |
| Deportes Valdivia   | Los Ríos      | Valdivia                   |
| Provincial Osorno   | Los Lagos     | Osorno                     |

| Real San Joaquín \| Lautaro de Buin Deportes Melipilla \| |
| Lautaro de Buin Deportes Melipilla                        |

| Lautaro de Buin Deportes Melipilla |

## Información
| Equipo              | Entrenador             | Estadio                  | Capacidad | Proveedor | Auspiciador    |
| ------------------- | ---------------------- | ------------------------ | --------- | --------- | -------------- |
| Deportes Concepción | Christian Lovrincevich | Ester Roa                | 33.000    | Kelme     | Redfarma       |
| Deportes Limache    | Víctor Rivero          | Nicolás Chahuán          | 9.211     | Claus-7   | CVU            |
| Deportes Linares    | Eduardo Lobos          | Tucapel Bustamante       | 3.500     | OneFit    | Independencia  |
| Deportes Melipilla  | Víctor Quintanilla     | Soinca Bata              | 1.500     | Training  | Ariztía        |
| Deportes Rengo      | Marcelo Jara           | Guillermo Guzmán         | 3.000     | Infinity  | Pegsa          |
| Deportes Valdivia   | Vicente Kalleg         | Parque Municipal         | 5.000     | OneFit    | Colún          |
| Fernández Vial      | Jonathan Orellana      | Ester Roa                | 33.000    | OneFit    | Mundo          |
| General Velásquez   | Gerardo Silva          | Augusto Rodríguez        | 3.000     | Andrómeda | CFTE O'Higgins |
| Iberia              | Rodrigo Meléndez       | Municipal de Los Ángeles | 4.150     | NewLife   | CMPC           |
| Lautaro de Buin     | Carlos Encinas         | Lautaro                  | 2.600     | Training  | Pasto          |
| Provincial Osorno   | Diego Martínez         | Rubén Marcos             | 12.000    | TDeportes | Grupo Hijuelas |
| Real San Joaquín    | Jaime Lizama           | Municipal de San Joaquín | 2.000     | 7PKTE     | Carnes Bilbao  |
| San Antonio Unido   | Sebastián Núñez        | Fernando Ross            | 1.000     | OneFit    |                |
| Trasandino          | César Bravo            | Regional de Los Andes    | 3.500     | Playmaker | Fintual        |

## Clasificación
| Pos. | Equipo                  | Pts. | PJ | G  | E  | P  | GF | GC | Dif. |  |
| ---- | ----------------------- | ---- | -- | -- | -- | -- | -- | -- | ---- |  |
| 1    | Deportes Limache (C, A) | 61   | 26 | 18 | 7  | 1  | 45 | 18 | +27  |  |
| 2    | Deportes Melipilla      | 47   | 26 | 14 | 5  | 7  | 41 | 28 | +13  |  |
| 3    | Fernández Vial          | 40   | 26 | 10 | 10 | 6  | 26 | 19 | +7   |  |
| 4    | San Antonio Unido       | 40   | 26 | 10 | 10 | 6  | 32 | 32 | 0    |  |
| 5    | Lautaro de Buin         | 37   | 26 | 10 | 7  | 9  | 34 | 33 | +1   |  |
| 6    | Provincial Osorno       | 34   | 26 | 9  | 7  | 10 | 27 | 28 | −1   |  |
| 7    | Trasandino              | 34   | 26 | 8  | 10 | 8  | 32 | 35 | −3   |  |
| 8    | Deportes Concepción     | 31   | 26 | 9  | 4  | 13 | 31 | 36 | −5   |  |
| 9    | General Velásquez       | 29   | 26 | 7  | 8  | 11 | 20 | 27 | −7   |  |
| 10   | Deportes Rengo          | 26   | 26 | 6  | 8  | 12 | 32 | 35 | −3   |  |
| 11   | Real San Joaquín        | 26   | 26 | 9  | 5  | 12 | 25 | 35 | −10  |  |
| 12   | Deportes Linares        | 25   | 26 | 6  | 7  | 13 | 27 | 37 | −10  |  |
| 13   | Iberia (D)              | 22   | 26 | 9  | 5  | 12 | 37 | 35 | +2   |  |
| 14   | Deportes Valdivia (D)   | 20   | 26 | 8  | 5  | 13 | 25 | 36 | −11  |  |

Actualizado a los partidos jugados el 31 de enero de 2024.
 Fuente: Campeonato Chileno
     Campeón. Asciende a la Primera B.
     Desciende a la Tercera División A.
| Sanciones |
| --- |
| - Bonificación para San Antonio Unido (vs. General Velásquez) - Bonificación para Deportes Rengo (vs. Deportes Valdivia) - Reducción de 10 puntos a Iberia - Reducción de 6 puntos a Deportes Valdivia - Reducción de 6 puntos a Real San Joaquín |

## Evolución
| Equipo / Fecha      | 01   | 02   | 03   | 04   | 05   | 06   | 07   | 08   | 09   | 10   | 11   | 12   | 13   | 14   | 15   | 16   | 17   | 18   | 19   | 20   | 21   | 22   | 23   | 24   | 25   | 26   |
| ------------------- | ---- | ---- | ---- | ---- | ---- | ---- | ---- | ---- | ---- | ---- | ---- | ---- | ---- | ---- | ---- | ---- | ---- | ---- | ---- | ---- | ---- | ---- | ---- | ---- | ---- | ---- |
| Deportes Limache    | 1.º  | 1.º  | 1.º  | 2.º  | 1.º  | 1.º  | 3.º  | 1.°  | 1.°  | 1.°  | 1.°  | 1.°  | 1.°  | 1.°  | 1.°  | 1.°  | 1.°  | 1.°  | 1.°  | 1.°  | 1.°  | 1.°  | 1.°  | 1.°  | 1.°  | 1.º  |
| Deportes Melipilla  | 11.º | 7.º  | 6.º  | 6.º  | 7.º  | 6.º  | 5.º  | 4.º  | 4.º  | 4.º  | 5.º  | 7.º  | 5.º  | 4.º  | 3.º  | 4.º  | 4.º  | 3.º  | 2.º  | 2.º  | 2.º  | 2.º  | 2.º  | 2.º  | 2.º  | 2.º  |
| Fernández Vial      | 8.º  | 13.º | 8.º  | 10.º | 9.º  | 8.º  | 9.º  | 11.º | 11.º | 9.º  | 7.º  | 8.º  | 8.º  | 6.º  | 6.º  | 6.º  | 6.º  | 6.º  | 4.º  | 4.º  | 3.º  | 4.º  | 4.º  | 4.º  | 3.º  | 3.º  |
| San Antonio Unido   | 14.º | 11.º | 12.º | 14.º | 11.º | 11.º | 11.º | 9.º  | 9.º  | 8.º  | 3.º  | 2.º  | 3.º  | 3.º  | 4.º  | 2.º  | 2.º  | 4.º  | 5.º  | 5.º  | 4.º  | 3.º  | 3.º  | 3.º  | 4.º  | 4.º  |
| Lautaro de Buin     | 2.º  | 4.º  | 4.º  | 3.º  | 3.º  | 3.º  | 1.º  | 2.º  | 2.º  | 2.º  | 2.º  | 3.º  | 2.º  | 2.º  | 2.º  | 3.º  | 3.º  | 2.º  | 3.º  | 3.º  | 5.º  | 5.º  | 6.º  | 5.º  | 5.º  | 5.º  |
| Provincial Osorno   | 3.º  | 5.º  | 7.º  | 5.º  | 5.º  | 5.º  | 4.º  | 5.º  | 5.º  | 5.º  | 8.º  | 9.º  | 9.°  | 9.°  | 8.°  | 8.°  | 9.°  | 10.° | 9.°  | 6.°  | 6.°  | 6.°  | 7.°  | 7.°  | 6.°  | 6.°  |
| Trasandino          | 5.°  | 3.°  | 3.°  | 1.°  | 2.°  | 2.°  | 2.°  | 3.°  | 3.°  | 3.°  | 4.°  | 5.°  | 6.°  | 7.°  | 7.°  | 9.°  | 10.° | 8.°  | 8.°  | 8.°  | 8.°  | 8.°  | 5.°  | 6.°  | 7.°  | 7.°  |
| Deportes Concepción | 6.°  | 9.°  | 11.° | 13.° | 14.° | 14.° | 14.° | 14.° | 14.° | 14.° | 14.° | 14.° | 14.° | 14.° | 14.° | 14.° | 13.° | 12.° | 11.° | 10.° | 10.° | 10.° | 10.° | 9.°  | 8.°  | 8.°  |
| General Velásquez   | 7.°  | 8.°  | 5.°  | 8.°  | 6.°  | 9.°  | 7.°  | 6.°  | 6.°  | 6.°  | 11.° | 10.° | 11.° | 12.° | 12.° | 12.° | 11.° | 11.° | 12.° | 12.° | 12.° | 12.° | 9.°  | 8.°  | 9.°  | 9.°  |
| Real San Joaquín    | 4.°  | 2.°  | 2.°  | 4.°  | 4.°  | 4.°  | 8.°  | 10.° | 10.° | 7.°  | 6.°  | 4.°  | 4.°  | 5.°  | 5.°  | 5.°  | 5.°  | 5.°  | 7.°  | 9.°  | 9.°  | 11.° | 12.° | 12.° | 12.° | 10.° |
| Deportes Rengo      | 12.° | 14.º | 14.° | 12.° | 10.° | 10.° | 10.° | 7.°  | 7.°  | 10.° | 9.°  | 6.°  | 7.°  | 8.°  | 9.°  | 7.°  | 8.°  | 9.°  | 10.° | 11.° | 11.° | 9.°  | 11.° | 11.° | 10.° | 11.° |
| Deportes Linares    | 10.° | 6.°  | 9.°  | 11.° | 13.° | 13.° | 13.° | 13.° | 13.° | 12.° | 12.° | 11.° | 12.° | 11.° | 11.° | 11.° | 12.° | 13.° | 13.° | 13.° | 14.° | 13.° | 13.° | 13.° | 13.° | 12.° |
| Iberia              | 9.°  | 12.° | 13.° | 9.°  | 12.° | 12.° | 12.° | 12.° | 12.° | 13.° | 13.° | 13.° | 13.° | 13.° | 13.° | 13.° | 14.° | 14.° | 14.° | 14.° | 13.° | 14.° | 14.° | 14.° | 14.° | 13.° |
| Deportes Valdivia   | 13.º | 10.° | 10.° | 7.°  | 8.°  | 7.°  | 6.°  | 8.°  | 8.°  | 11.° | 10.° | 12.° | 10.° | 10.° | 10.° | 10.° | 7.°  | 7.°  | 6.°  | 7.°  | 7.°  | 7.°  | 8.°  | 10.° | 11.° | 14.° |

## Resultados
- Los horarios corresponden al huso horario de Chile: UTC-4 en horario estándar y UTC-3 en horario de verano.

### Primera rueda
| Fecha 1           | Fecha 1   | Fecha 1             | Fecha 1                  | Fecha 1       | Fecha 1 |
| Local             | Resultado | Visita              | Estadio                  | Fecha         | Hora    |
| ----------------- | --------- | ------------------- | ------------------------ | ------------- | ------- |
| Lautaro de Buin   | 3 - 1     | Deportes Rengo      | Lucio Fariña             | 24 de febrero | 20:00   |
| Real San Joaquín  | 2 - 1     | Deportes Linares    | Municipal de San Joaquín | 25 de febrero | 18:00   |
| General Velásquez | 1 - 1     | Deportes Concepción | Augusto Rodríguez        | 26 de febrero | 18:00   |
| Deportes Valdivia | 0 - 2     | Provincial Osorno   | Parque Municipal         | 26 de febrero | 18:00   |
| Trasandino        | 2 - 1     | Deportes Melipilla  | Regional de Los Andes    | 26 de febrero | 19:00   |
| Deportes Limache  | 3 - 0     | San Antonio Unido   | Nicolás Chahuán          | 27 de febrero | 20:00   |
| Fernández Vial    | 0 - 1     | Iberia              | Ester Roa                | 13 de junio   | 20:00   |

| Fecha 2             | Fecha 2   | Fecha 2           | Fecha 2                  | Fecha 2    | Fecha 2 |
| Local               | Resultado | Visita            | Estadio                  | Fecha      | Hora    |
| ------------------- | --------- | ----------------- | ------------------------ | ---------- | ------- |
| San Antonio Unido   | 1 - 1     | Deportes Valdivia | Lucio Fariña             | 3 de marzo | 19:30   |
| Deportes Concepción | 1 - 2     | Real San Joaquín  | Ester Roa                | 4 de marzo | 18:00   |
| Provincial Osorno   | 1 - 2     | Trasandino        | Rubén Marcos             | 5 de marzo | 18:00   |
| Deportes Rengo      | 0 - 2     | Deportes Limache  | Guillermo Guzmán         | 5 de marzo | 18:00   |
| Deportes Melipilla  | 2 - 1     | Fernández Vial    | Municipal de La Pintana  | 5 de marzo | 18:00   |
| Deportes Linares    | 3 - 2     | Lautaro de Buin   | Tucapel Bustamante       | 5 de marzo | 18:00   |
| Iberia              | 2 - 0     | General Velásquez | Municipal de Los Ángeles | 1 de abril | 19:30   |

| Fecha 3           | Fecha 3   | Fecha 3             | Fecha 3                  | Fecha 3     | Fecha 3 |
| Local             | Resultado | Visita              | Estadio                  | Fecha       | Hora    |
| ----------------- | --------- | ------------------- | ------------------------ | ----------- | ------- |
| Deportes Limache  | 1 - 0     | Provincial Osorno   | Nicolás Chahuán          | 10 de marzo | 20:00   |
| Deportes Valdivia | 0 - 0     | Deportes Melipilla  | Parque Municipal         | 11 de marzo | 12:00   |
| General Velásquez | 0 - 3     | San Antonio Unido   | Augusto Rodríguez        | 11 de marzo | 18:00   |
| Real San Joaquín  | 2 - 1     | Deportes Rengo      | Municipal de San Joaquín | 11 de marzo | 18:00   |
| Fernández Vial    | 2 - 1     | Deportes Linares    | Ester Roa                | 11 de marzo | 18:00   |
| Lautaro de Buin   | 1 - 0     | Deportes Concepción | Lucio Fariña             | 12 de marzo | 18:00   |
| Trasandino        | 2 - 1     | Iberia              | Regional de Los Andes    | 12 de marzo | 19:00   |

| Fecha 4             | Fecha 4   | Fecha 4           | Fecha 4                  | Fecha 4     | Fecha 4 |
| Local               | Resultado | Visita            | Estadio                  | Fecha       | Hora    |
| ------------------- | --------- | ----------------- | ------------------------ | ----------- | ------- |
| Deportes Linares    | 1 - 2     | Deportes Valdivia | Tucapel Bustamante       | 18 de marzo | 18:00   |
| San Antonio Unido   | 0 - 2     | Lautaro de Buin   | Municipal de Cartagena   | 18 de marzo | 18:00   |
| Deportes Rengo      | 1 - 0     | General Velásquez | Jorge Silva              | 18 de marzo | 18:00   |
| Fernández Vial      | 1 - 2     | Provincial Osorno | Ester Roa                | 18 de marzo | 18:00   |
| Deportes Concepción | 2 - 3     | Trasandino        | Ester Roa                | 19 de marzo | 18:00   |
| Deportes Melipilla  | 1 - 1     | Deportes Limache  | Soinca Bata              | 19 de marzo | 18:00   |
| Iberia              | 3 - 0     | Real San Joaquín  | Municipal de Los Ángeles | 19 de marzo | 18:00   |

| Fecha 5           | Fecha 5   | Fecha 5             | Fecha 5                  | Fecha 5     | Fecha 5 |
| Local             | Resultado | Visita              | Estadio                  | Fecha       | Hora    |
| ----------------- | --------- | ------------------- | ------------------------ | ----------- | ------- |
| Lautaro de Buin   | 2 - 1     | Iberia              | Lucio Fariña             | 24 de marzo | 20:00   |
| Real San Joaquín  | 0 - 0     | Fernández Vial      | Municipal de San Joaquín | 25 de marzo | 18:00   |
| San Antonio Unido | 1 - 0     | Deportes Melipilla  | Municipal de Cartagena   | 25 de marzo | 18:00   |
| Deportes Limache  | 2 - 1     | Deportes Linares    | Nicolás Chahuán          | 25 de marzo | 20:00   |
| General Velásquez | 2 - 0     | Deportes Valdivia   | Augusto Rodríguez        | 26 de marzo | 18:00   |
| Provincial Osorno | 4 - 3     | Deportes Concepción | Rubén Marcos             | 26 de marzo | 18:00   |
| Trasandino        | 1 - 1     | Deportes Rengo      | Regional de Los Andes    | 26 de marzo | 19:00   |

| Fecha 6             | Fecha 6   | Fecha 6           | Fecha 6                  | Fecha 6     | Fecha 6 |
| Local               | Resultado | Visita            | Estadio                  | Fecha       | Hora    |
| ------------------- | --------- | ----------------- | ------------------------ | ----------- | ------- |
| Deportes Concepción | 1 - 2     | San Antonio Unido | Ester Roa                | 14 de abril | 19:00   |
| Deportes Melipilla  | 2 - 1     | Real San Joaquín  | Soinca Bata              | 15 de abril | 15:00   |
| Deportes Valdivia   | 1 - 0     | Lautaro de Buin   | Parque Municipal         | 15 de abril | 15:30   |
| Deportes Rengo      | 2 - 0     | Provincial Osorno | Jorge Silva              | 15 de abril | 16:00   |
| Deportes Linares    | 1 - 1     | Trasandino        | Tucapel Bustamante       | 15 de abril | 16:00   |
| Iberia              | 1 - 1     | Deportes Limache  | Municipal de Los Ángeles | 15 de abril | 19:30   |
| Fernández Vial      | 2 - 0     | General Velásquez | Ester Roa                | 16 de abril | 15:00   |

| Fecha 7             | Fecha 7   | Fecha 7           | Fecha 7                | Fecha 7     | Fecha 7 |
| Local               | Resultado | Visita            | Estadio                | Fecha       | Hora    |
| ------------------- | --------- | ----------------- | ---------------------- | ----------- | ------- |
| Deportes Melipilla  | 2 - 1     | Iberia            | Soinca Bata            | 22 de abril | 15:00   |
| General Velásquez   | 3 - 1     | Deportes Linares  | Augusto Rodríguez      | 22 de abril | 15:00   |
| San Antonio Unido   | 1 - 1     | Deportes Rengo    | Municipal de Cartagena | 22 de abril | 16:00   |
| Lautaro de Buin     | 1 - 0     | Deportes Limache  | Lucio Fariña           | 22 de abril | 17:00   |
| Provincial Osorno   | 2 - 1     | Real San Joaquín  | Rubén Marcos           | 23 de abril | 15:00   |
| Deportes Concepción | 1 - 2     | Deportes Valdivia | Ester Roa              | 23 de abril | 15:30   |
| Trasandino          | 0 - 0     | Fernández Vial    | Regional de Los Andes  | 23 de abril | 17:30   |

| Fecha 8           | Fecha 8   | Fecha 8             | Fecha 8                  | Fecha 8     | Fecha 8 |
| Local             | Resultado | Visita              | Estadio                  | Fecha       | Hora    |
| ----------------- | --------- | ------------------- | ------------------------ | ----------- | ------- |
| Deportes Valdivia | 2 - 3     | Deportes Rengo      | Parque Municipal         | 28 de abril | 19:00   |
| Real San Joaquín  | 2 - 3     | San Antonio Unido   | Municipal de San Joaquín | 29 de abril | 15:00   |
| General Velásquez | 0 - 0     | Trasandino          | Augusto Rodríguez        | 29 de abril | 15:00   |
| Deportes Linares  | 0 - 3     | Deportes Melipilla  | Tucapel Bustamante       | 29 de abril | 16:00   |
| Deportes Limache  | 2 - 0     | Deportes Concepción | Nicolás Chahúan          | 29 de abril | 20:00   |
| Iberia            | 1 - 0     | Provincial Osorno   | Municipal de Los Ángeles | 30 de abril | 18:00   |
| Fernández Vial    | 2 - 2     | Lautaro de Buin     | Ester Roa                | 3 de mayo   | 18:00   |

| Fecha 9             | Fecha 9   | Fecha 9            | Fecha 9                | Fecha 9     | Fecha 9 |
| Local               | Resultado | Visita             | Estadio                | Fecha       | Hora    |
| ------------------- | --------- | ------------------ | ---------------------- | ----------- | ------- |
| Trasandino          | 0 - 0     | Deportes Valdivia  | Regional de Los Andes  | 4 de mayo   | 19:00   |
| Deportes Limache    | 2 - 1     | Real San Joaquín   | Nicolás Chahuán        | 9 de mayo   | 12:00   |
| Provincial Osorno   | 0 - 0     | General Velásquez  | Rubén Marcos           | 9 de mayo   | 15:00   |
| Deportes Rengo      | 1 - 1     | Iberia             | Guillermo Guzmán       | 9 de mayo   | 15:00   |
| San Antonio Unido   | 0 - 0     | Deportes Linares   | Municipal de Cartagena | 9 de mayo   | 16:00   |
| Lautaro de Buin     | 3 - 1     | Deportes Melipilla | Lucio Fariña           | 11 de mayo  | 18:00   |
| Deportes Concepción | 0 - 0     | Fernández Vial     | Ester Roa              | 18 de junio | 12:00   |

| Fecha 10           | Fecha 10  | Fecha 10            | Fecha 10                 | Fecha 10   | Fecha 10 |
| Local              | Resultado | Visita              | Estadio                  | Fecha      | Hora     |
| ------------------ | --------- | ------------------- | ------------------------ | ---------- | -------- |
| Deportes Linares   | 1 - 0     | Deportes Concepción | Tucapel Bustamante       | 13 de mayo | 15:00    |
| Real San Joaquín   | 3 - 1     | Trasandino          | Municipal de San Joaquín | 13 de mayo | 15:00    |
| Deportes Valdivia  | 1 - 2     | Deportes Limache    | Parque Municipal         | 13 de mayo | 15:30    |
| Fernández Vial     | 1 - 0     | Deportes Rengo      | Ester Roa                | 13 de mayo | 18:00    |
| Deportes Melipilla | 2 - 2     | Provincial Osorno   | Soinca Bata              | 14 de mayo | 15:00    |
| General Velásquez  | 1 - 1     | Lautaro de Buin     | Augusto Rodríguez        | 14 de mayo | 15:00    |
| Iberia             | 3 - 3     | San Antonio Unido   | Municipal de Los Ángeles | 14 de mayo | 17:00    |

| Fecha 11            | Fecha 11  | Fecha 11           | Fecha 11               | Fecha 11   | Fecha 11 |
| Local               | Resultado | Visita             | Estadio                | Fecha      | Hora     |
| ------------------- | --------- | ------------------ | ---------------------- | ---------- | -------- |
| Deportes Limache    | 2 - 0     | General Velásquez  | Nicolás Chahuán        | 19 de mayo | 20:00    |
| Deportes Valdivia   | 1 - 3     | Fernández Vial     | Parque Municipal       | 20 de mayo | 15:30    |
| San Antonio Unido   | 2 - 1     | Trasandino         | Municipal de Cartagena | 20 de mayo | 16:00    |
| Deportes Rengo      | 1 - 1     | Deportes Melipilla | Jorge Silva            | 20 de mayo | 17:00    |
| Provincial Osorno   | 2 - 2     | Deportes Linares   | Rubén Marcos           | 21 de mayo | 15:30    |
| Deportes Concepción | 2 - 1     | Iberia             | Ester Roa              | 21 de mayo | 15:30    |
| Lautaro de Buin     | 1 - 2     | Real San Joaquín   | Lucio Fariña           | 21 de mayo | 17:00    |

| Fecha 12           | Fecha 12  | Fecha 12            | Fecha 12                 | Fecha 12   | Fecha 12 |
| Local              | Resultado | Visita              | Estadio                  | Fecha      | Hora     |
| ------------------ | --------- | ------------------- | ------------------------ | ---------- | -------- |
| Deportes Rengo     | 5 - 0     | Deportes Concepción | Guillermo Guzmán         | 27 de mayo | 15:00    |
| Real San Joaquín   | 1 - 0     | Deportes Valdivia   | Municipal de San Joaquín | 27 de mayo | 15:00    |
| Deportes Melipilla | 0 - 1     | General Velásquez   | Soinca Bata              | 27 de mayo | 15:00    |
| Trasandino         | 1 - 1     | Lautaro de Buin     | Regional de Los Andes    | 27 de mayo | 16:30    |
| Iberia             | 2 - 3     | Deportes Linares    | Municipal de Los Ángeles | 27 de mayo | 19:30    |
| Fernández Vial     | 0 - 1     | Deportes Limache    | Ester Roa                | 28 de mayo | 15:00    |
| Provincial Osorno  | 0 - 1     | San Antonio Unido   | Rubén Marcos             | 28 de mayo | 15:30    |

| Fecha 13            | Fecha 13  | Fecha 13           | Fecha 13               | Fecha 13   | Fecha 13 |
| Local               | Resultado | Visita             | Estadio                | Fecha      | Hora     |
| ------------------- | --------- | ------------------ | ---------------------- | ---------- | -------- |
| Deportes Limache    | 1 - 1     | Trasandino         | Nicolás Chahuán        | 2 de junio | 20:00    |
| Deportes Linares    | 2 - 2     | Deportes Rengo     | Tucapel Bustamante     | 3 de junio | 15:00    |
| Deportes Valdivia   | 1 - 0     | Iberia             | Parque Municipal       | 3 de junio | 15:30    |
| San Antonio Unido   | 0 - 0     | Fernández Vial     | Municipal de Cartagena | 3 de junio | 16:00    |
| Lautaro de Buin     | 2 - 0     | Provincial Osorno  | Lucio Fariña           | 3 de junio | 17:00    |
| General Velásquez   | 1 - 1     | Real San Joaquín   | Augusto Rodríguez      | 4 de junio | 15:00    |
| Deportes Concepción | 1 - 3     | Deportes Melipilla | Ester Roa              | 4 de junio | 15:30    |

### Segunda rueda
| Fecha 14            | Fecha 14  | Fecha 14          | Fecha 14                 | Fecha 14   | Fecha 14 |
| Local               | Resultado | Visita            | Estadio                  | Fecha      | Hora     |
| ------------------- | --------- | ----------------- | ------------------------ | ---------- | -------- |
| Deportes Melipilla  | 2 - 1     | Trasandino        | Soinca Bata              | 8 de julio | 15:00    |
| Deportes Rengo      | 1 - 1     | Lautaro de Buin   | Guillermo Guzmán         | 8 de julio | 15:00    |
| Deportes Linares    | 0 - 0     | Real San Joaquín  | Tucapel Bustamante       | 8 de julio | 15:00    |
| Iberia              | 0 - 1     | Fernández Vial    | Municipal de Los Ángeles | 8 de julio | 15:00    |
| Provincial Osorno   | 2 - 1     | Deportes Valdivia | Rubén Marcos             | 8 de julio | 15:30    |
| San Antonio Unido   | 1 - 2     | Deportes Limache  | Municipal de Cartagena   | 8 de julio | 16:00    |
| Deportes Concepción | 2 - 1     | General Velásquez | Ester Roa                | 9 de julio | 15:00    |

| Fecha 15          | Fecha 15  | Fecha 15            | Fecha 15                 | Fecha 15    | Fecha 15 |
| Local             | Resultado | Visita              | Estadio                  | Fecha       | Hora     |
| ----------------- | --------- | ------------------- | ------------------------ | ----------- | -------- |
| Lautaro de Buin   | 1 - 1     | Deportes Linares    | Lautaro de Buin          | 15 de julio | 12:00    |
| Deportes Valdivia | 1 - 1     | San Antonio Unido   | Parque Municipal         | 15 de julio | 15:30    |
| Real San Joaquín  | 1 - 0     | Deportes Concepción | Municipal de San Joaquín | 16 de julio | 15:00    |
| General Velásquez | 1 - 1     | Iberia              | Augusto Rodríguez        | 16 de julio | 15:00    |
| Trasandino        | 1 - 1     | Provincial Osorno   | Regional de Los Andes    | 16 de julio | 16:00    |
| Fernández Vial    | 1 - 2     | Deportes Melipilla  | Ester Roa                | 16 de julio | 16:00    |
| Deportes Limache  | 1 - 0     | Deportes Rengo      | Nicolás Chahuán          | 17 de julio | 20:00    |

| Fecha 16            | Fecha 16  | Fecha 16          | Fecha 16                 | Fecha 16    | Fecha 16 |
| Local               | Resultado | Visita            | Estadio                  | Fecha       | Hora     |
| ------------------- | --------- | ----------------- | ------------------------ | ----------- | -------- |
| Deportes Linares    | 0 - 1     | Fernández Vial    | Tucapel Bustamante       | 22 de julio | 15:00    |
| Deportes Melipilla  | 0 - 1     | Deportes Valdivia | Soinca Bata              | 22 de julio | 15:00    |
| Provincial Osorno   | 0 - 0     | Deportes Limache  | Rubén Marcos             | 22 de julio | 15:30    |
| San Antonio Unido   | 1 - 0     | General Velásquez | Municipal de Cartagena   | 22 de julio | 15:30    |
| Deportes Concepción | 2 - 0     | Lautaro de Buin   | Ester Roa                | 23 de julio | 12:00    |
| Iberia              | 3 - 0     | Trasandino        | Municipal de Los Ángeles | 23 de julio | 15:00    |
| Deportes Rengo      | 2 - 0     | Real San Joaquín  | Guillermo Guzmán         | 23 de julio | 15:00    |

| Fecha 17          | Fecha 17  | Fecha 17            | Fecha 17                 | Fecha 17    | Fecha 17 |
| Local             | Resultado | Visita              | Estadio                  | Fecha       | Hora     |
| ----------------- | --------- | ------------------- | ------------------------ | ----------- | -------- |
| Deportes Limache  | 3 - 2     | Deportes Melipilla  | Nicolás Chahuán          | 28 de julio | 20:00    |
| Real San Joaquín  | 0 - 0     | Iberia              | Municipal de San Joaquín | 29 de julio | 15:00    |
| Provincial Osorno | 0 - 0     | Fernández Vial      | Rubén Marcos             | 29 de julio | 15:30    |
| Deportes Valdivia | 2 - 1     | Deportes Linares    | Félix Gallardo           | 29 de julio | 15:30    |
| Lautaro de Buin   | 1 - 1     | San Antonio Unido   | Lautaro de Buin          | 30 de julio | 12:00    |
| General Velásquez | 1 - 0     | Deportes Rengo      | Augusto Rodríguez        | 30 de julio | 15:00    |
| Trasandino        | 1 - 3     | Deportes Concepción | Regional de Los Andes    | 30 de julio | 16:00    |

| Fecha 18            | Fecha 18  | Fecha 18          | Fecha 18                 | Fecha 18    | Fecha 18 |
| Local               | Resultado | Visita            | Estadio                  | Fecha       | Hora     |
| ------------------- | --------- | ----------------- | ------------------------ | ----------- | -------- |
| Deportes Melipilla  | 3 - 1     | San Antonio Unido | Soinca Bata              | 5 de agosto | 15:00    |
| Deportes Rengo      | 2 - 3     | Trasandino        | Guillermo Guzmán         | 5 de agosto | 15:00    |
| Deportes Linares    | 0 - 1     | Deportes Limache  | Tucapel Bustamante       | 5 de agosto | 15:00    |
| Deportes Valdivia   | 0 - 0     | General Velásquez | Félix Gallardo           | 5 de agosto | 15:30    |
| Fernández Vial      | 0 - 0     | Real San Joaquín  | Ester Roa                | 5 de agosto | 18:00    |
| Deportes Concepción | 2 - 1     | Provincial Osorno | Ester Roa                | 6 de agosto | 12:00    |
| Iberia              | 2 - 4     | Lautaro de Buin   | Municipal de Los Ángeles | 6 de agosto | 15:00    |

| Fecha 19          | Fecha 19  | Fecha 19            | Fecha 19                 | Fecha 19     | Fecha 19 |
| Local             | Resultado | Visita              | Estadio                  | Fecha        | Hora     |
| ----------------- | --------- | ------------------- | ------------------------ | ------------ | -------- |
| Deportes Limache  | 1 - 0     | Iberia              | Nicolás Chahuán          | 11 de agosto | 20:00    |
| Real San Joaquín  | 0 - 1     | Deportes Melipilla  | Municipal de San Joaquín | 12 de agosto | 15:00    |
| Provincial Osorno | 1 - 0     | Deportes Rengo      | Rubén Marcos             | 12 de agosto | 15:30    |
| San Antonio Unido | 1 - 3     | Deportes Concepción | Municipal de Cartagena   | 12 de agosto | 15:30    |
| Trasandino        | 1 - 0     | Deportes Linares    | Regional de Los Andes    | 12 de agosto | 16:00    |
| Lautaro de Buin   | 1 - 4     | Deportes Valdivia   | Lautaro de Buin          | 13 de agosto | 12:00    |
| General Velásquez | 0 - 1     | Fernández Vial      | Augusto Rodríguez        | 13 de agosto | 15:00    |

| Fecha 20          | Fecha 20  | Fecha 20            | Fecha 20                 | Fecha 20         | Fecha 20 |
| Local             | Resultado | Visita              | Estadio                  | Fecha            | Hora     |
| ----------------- | --------- | ------------------- | ------------------------ | ---------------- | -------- |
| Real San Joaquín  | 0 - 2     | Provincial Osorno   | Municipal de San Joaquín | 26 de agosto     | 15:00    |
| Deportes Limache  | 3 - 1     | Lautaro de Buin     | Nicolás Chahuán          | 27 de agosto     | 12:00    |
| Deportes Valdivia | 0 - 2     | Deportes Concepción | Félix Gallardo           | 27 de agosto     | 15:00    |
| Deportes Rengo    | 0 - 0     | San Antonio Unido   | Guillermo Guzmán         | 14 de septiembre | 16:00    |
| Deportes Linares  | 2 - 0     | General Velásquez   | Tucapel Bustamante       | 14 de septiembre | 16:00    |
| Iberia            | 2 - 3     | Deportes Melipilla  | Municipal de Los Ángeles | 14 de septiembre | 19:00    |
| Fernández Vial    | 1 - 2     | Trasandino          | Ester Roa                | 26 de septiembre | 18:00    |

| Fecha 21            | Fecha 21  | Fecha 21          | Fecha 21               | Fecha 21        | Fecha 21 |
| Local               | Resultado | Visita            | Estadio                | Fecha           | Hora     |
| ------------------- | --------- | ----------------- | ---------------------- | --------------- | -------- |
| Deportes Rengo      | 3 - 0     | Deportes Valdivia | Guillermo Guzmán       | 2 de septiembre | 12:00    |
| Lautaro de Buin     | 0 - 2     | Fernández Vial    | Lautaro de Buin        | 2 de septiembre | 12:00    |
| Provincial Osorno   | 0 - 2     | Iberia            | Rubén Marcos           | 2 de septiembre | 12:30    |
| San Antonio Unido   | 4 - 2     | Real San Joaquín  | Municipal de Cartagena | 2 de septiembre | 15:30    |
| Deportes Melipilla  | 2 - 0     | Deportes Linares  | Soinca Bata            | 3 de septiembre | 15:30    |
| Deportes Concepción | 1 - 1     | Deportes Limache  | Ester Roa              | 3 de septiembre | 15:30    |
| Trasandino          | 1 - 2     | General Velásquez | Regional de Los Andes  | 4 de octubre    | 19:00    |

| Fecha 22           | Fecha 22  | Fecha 22            | Fecha 22                 | Fecha 22         | Fecha 22 |
| Local              | Resultado | Visita              | Estadio                  | Fecha            | Hora     |
| ------------------ | --------- | ------------------- | ------------------------ | ---------------- | -------- |
| Real San Joaquín   | 0 - 3     | Deportes Limache    | Municipal de San Joaquín | 8 de septiembre  | 16:00    |
| Deportes Melipilla | 1 - 0     | Lautaro de Buin     | Soinca Bata              | 8 de septiembre  | 16:00    |
| Fernández Vial     | 1 - 0     | Deportes Concepción | Ester Roa                | 8 de septiembre  | 18:00    |
| Deportes Valdivia  | 2 - 1     | Trasandino          | Parque Municipal         | 9 de septiembre  | 15:00    |
| Deportes Linares   | 1 - 2     | San Antonio Unido   | Tucapel Bustamante       | 9 de septiembre  | 16:00    |
| Iberia             | 3 - 2     | Deportes Rengo      | Municipal de Los Ángeles | 9 de septiembre  | 18:00    |
| General Velásquez  | 2 - 0     | Provincial Osorno   | Augusto Rodríguez        | 10 de septiembre | 15:00    |

| Fecha 23            | Fecha 23  | Fecha 23           | Fecha 23               | Fecha 23         | Fecha 23 |
| Local               | Resultado | Visita             | Estadio                | Fecha            | Hora     |
| ------------------- | --------- | ------------------ | ---------------------- | ---------------- | -------- |
| San Antonio Unido   | 1 - 0     | Iberia             | Municipal de Cartagena | 23 de septiembre | 15:30    |
| Deportes Limache    | 4 - 1     | Deportes Valdivia  | Lucio Fariña           | 23 de septiembre | 16:00    |
| Deportes Rengo      | 1 - 1     | Fernández Vial     | Guillermo Guzmán       | 23 de septiembre | 16:00    |
| Provincial Osorno   | 1 - 0     | Deportes Melipilla | Rubén Marcos           | 23 de septiembre | 16:30    |
| Trasandino          | 4 - 1     | Real San Joaquín   | Regional de Los Andes  | 23 de septiembre | 18:00    |
| Deportes Concepción | 0 - 0     | Deportes Linares   | Ester Roa              | 24 de septiembre | 12:00    |
| Lautaro de Buin     | 0 - 2     | General Velásquez  | Lautaro de Buin        | 24 de septiembre | 12:00    |

| Fecha 24           | Fecha 24  | Fecha 24            | Fecha 24                 | Fecha 24         | Fecha 24 |
| Local              | Resultado | Visita              | Estadio                  | Fecha            | Hora     |
| ------------------ | --------- | ------------------- | ------------------------ | ---------------- | -------- |
| Deportes Linares   | 1 - 0     | Provincial Osorno   | Tucapel Bustamante       | 30 de septiembre | 16:00    |
| Deportes Melipilla | 4 - 1     | Deportes Rengo      | Soinca Bata              | 30 de septiembre | 16:00    |
| General Velásquez  | 1 - 2     | Deportes Limache    | Augusto Rodríguez        | 30 de septiembre | 16:00    |
| Real San Joaquín   | 0 - 1     | Lautaro de Buin     | Municipal de San Joaquín | 30 de septiembre | 17:00    |
| Iberia             | 0 - 1     | Deportes Concepción | Municipal de Los Ángeles | 1 de octubre     | 15:00    |
| Trasandino         | 1 - 1     | San Antonio Unido   | Regional de Los Andes    | 1 de octubre     | 16:00    |
| Fernández Vial     | 1 - 0     | Deportes Valdivia   | Ester Roa                | 2 de octubre     | 18:00    |

| Fecha 25            | Fecha 25  | Fecha 25           | Fecha 25               | Fecha 25     | Fecha 25 |
| Local               | Resultado | Visita             | Estadio                | Fecha        | Hora     |
| ------------------- | --------- | ------------------ | ---------------------- | ------------ | -------- |
| Deportes Linares    | 2 - 3     | Iberia             | Tucapel Bustamante     | 7 de octubre | 12:00    |
| Deportes Valdivia   | 0 - 1     | Real San Joaquín   | Félix Gallardo         | 7 de octubre | 15:00    |
| San Antonio Unido   | 0 - 3     | Provincial Osorno  | Municipal de Cartagena | 7 de octubre | 16:00    |
| Lautaro de Buin     | 2 - 0     | Trasandino         | Lautaro de Buin        | 8 de octubre | 12:00    |
| Deportes Limache    | 3 - 3     | Fernández Vial     | Nicolás Chahuán        | 8 de octubre | 12:00    |
| General Velásquez   | 1 - 1     | Deportes Melipilla | Augusto Rodríguez      | 8 de octubre | 16:00    |
| Deportes Concepción | 2 - 0     | Deportes Rengo     | Ester Roa              | 9 de octubre | 15:00    |

| Fecha 26           | Fecha 26  | Fecha 26            | Fecha 26                 | Fecha 26      | Fecha 26 |
| Local              | Resultado | Visita              | Estadio                  | Fecha         | Hora     |
| ------------------ | --------- | ------------------- | ------------------------ | ------------- | -------- |
| Real San Joaquín   | 2 - 0     | General Velásquez   | Municipal de San Joaquín | 14 de octubre | 16:00    |
| Deportes Rengo     | 1 - 2     | Deportes Linares    | Guillermo Guzmán         | 14 de octubre | 16:00    |
| Iberia             | 3 - 2     | Deportes Valdivia   | Municipal de Los Ángeles | 14 de octubre | 16:00    |
| Fernández Vial     | 1 - 1     | San Antonio Unido   | Ester Roa                | 15 de octubre | 12:00    |
| Trasandino         | 1 - 1     | Deportes Limache    | Regional de Los Andes    | 15 de octubre | 16:00    |
| Deportes Melipilla | 2 - 1     | Deportes Concepción | Soinca Bata              | 15 de octubre | 16:00    |
| Provincial Osorno  | 1 - 1     | Lautaro de Buin     | Rubén Marcos             | 15 de octubre | 16:30    |

## Campeón
|                  |
|                  |
| Deportes Limache |
| 1° título        |

## Estadísticas

### Goleadores
- Fecha de Actualización: 9 de octubre de 2023.

| Jugador           | Equipo             | Goles |
| ----------------- | ------------------ | ----- |
| Diego Bielkiewicz | Provincial Osorno  | 15    |
| Federico Cezar    | Trasandino         | 14    |
| Rodrigo Gattas    | San Antonio Unido  | 13    |
| Bryan Taiva       | Deportes Melipilla | 11    |
| Daniel Castro     | Deportes Limache   | 9     |
| Diego Cuéllar     | Lautaro de Buin    | 9     |
| Felipe Escobar    | Deportes Linares   | 8     |
| René Meléndez     | Lautaro de Buin    | 8     |

### Autogoles
Fecha de actualización: 14 de septiembre de 2023
| Jugador          | Equipo              | Favorecido          | Anotado | Fecha |
| ---------------- | ------------------- | ------------------- | ------- | ----- |
| Sebastián Torres | Deportes Concepción | Deportes Melipillla | 1       | 13°   |
| Benjamín Povea   | Iberia              | Deportes Melipillla | 1       | 20°   |

### Hat-Tricks & Pókers
| Fecha                | Jugador           | Goles | Partido                                 |
| -------------------- | ----------------- | ----- | --------------------------------------- |
| 7 de octubre de 2023 | Nicolás Zedán     | 3     | Deportes Linares vs. Iberia             |
| 7 de octubre de 2023 | Diego Bielkiewicz | 3     | San Antonio Unido vs. Provincial Osorno |

## Entrenadores
| Equipo                                             | Entrenador             | Período          |
| -------------------------------------------------- | ---------------------- | ---------------- |
| San Antonio Unido                                  | Luis Musrri            | 1.° - 4.°        |
| San Antonio Unido                                  | Sebastián Núñez        | 5.° en adelante  |
| Deportes Concepción                                | César Bustamante       | 1.° - 5.°        |
| Deportes Concepción                                | Claudio Rojas          | 6.° - 10.°       |
| Deportes Concepción                                | Nicolás Fernández      | 11.° - 13°       |
| Deportes Concepción                                | Christian Lovrincevich | 14.° en adelante |
| Deportes Linares                                   | Luis Pérez             | 1.° - 8.°        |
| Deportes Linares                                   | Eduardo Lobos          | 9.° en adelante  |
| Deportes Valdivia                                  | Luis Marcoleta         | 1.° - 13.°       |
| Deportes Valdivia                                  | Vicente Kalleg         | 14.° en adelante |
| Iberia                                             | Felipe Cornejo         | 1.° - 13.°       |
| Iberia                                             | Rodrigo Meléndez       | 14.° en adelante |
| Deportes Melipilla                                 | Hernán Peña            | 1.° - 13.°       |
| Deportes Melipilla                                 | Víctor Quintanilla     | 14.° en adelante |
| General Velásquez                                  | Raúl González          | 1.° - 16.°       |
| General Velásquez                                  | Gerardo Silva          | 17.° en adelante |
| Deportes Rengo                                     | Matías Garrido         | 1.° - 18.°       |
| Deportes Rengo                                     | Jorge Maiben           | 19.°             |
| Deportes Rengo                                     | Marcelo Jara           | 20.° en adelante |
| En cursiva quienes se desempeñaron como Interinos. |                        |                  |

## Regla del U-21
| Equipo                 | m.req | m.dis | m.pen | %       |
| ---------------------- | ----- | ----- | ----- | ------- |
| Deportes Concepción    | 1.638 | 1.665 | 0     | 101,64% |
| Deportes Limache       | 1.638 | 1.645 | 0     | 100,42% |
| Deportes Linares       | 1.638 | 1.728 | 0     | 105,49% |
| Deportes Melipilla     | 1.638 | 1.758 | 0     | 107,32% |
| Deportes Rengo         | 1.638 | 2.140 | 0     | 130,64% |
| Deportes Valdivia      | 1.638 | 1.802 | 0     | 110,01% |
| Fernández Vial         | 1.638 | 1.794 | 0     | 109,52% |
| General Velásquez      | 1.638 | 2.069 | 0     | 126,31% |
| Iberia                 | 1.638 | 1.657 | 0     | 101,15% |
| Lautaro de Buin        | 1.638 | 1.669 | 0     | 101,89% |
| Provincial Osorno      | 1.638 | 1.881 | 0     | 114,83% |
| Real San Joaquín       | 1.638 | 1.592 | 46    | 97,19%  |
| San Antonio Unido      | 1.638 | 1.887 | 0     | 115,20% |
| Trasandino             | 1.638 | 1.657 | 0     | 101,15% |
| Actualizado - Fecha 26 |       |       |       |         |